# Theresia Winterstein-Seible

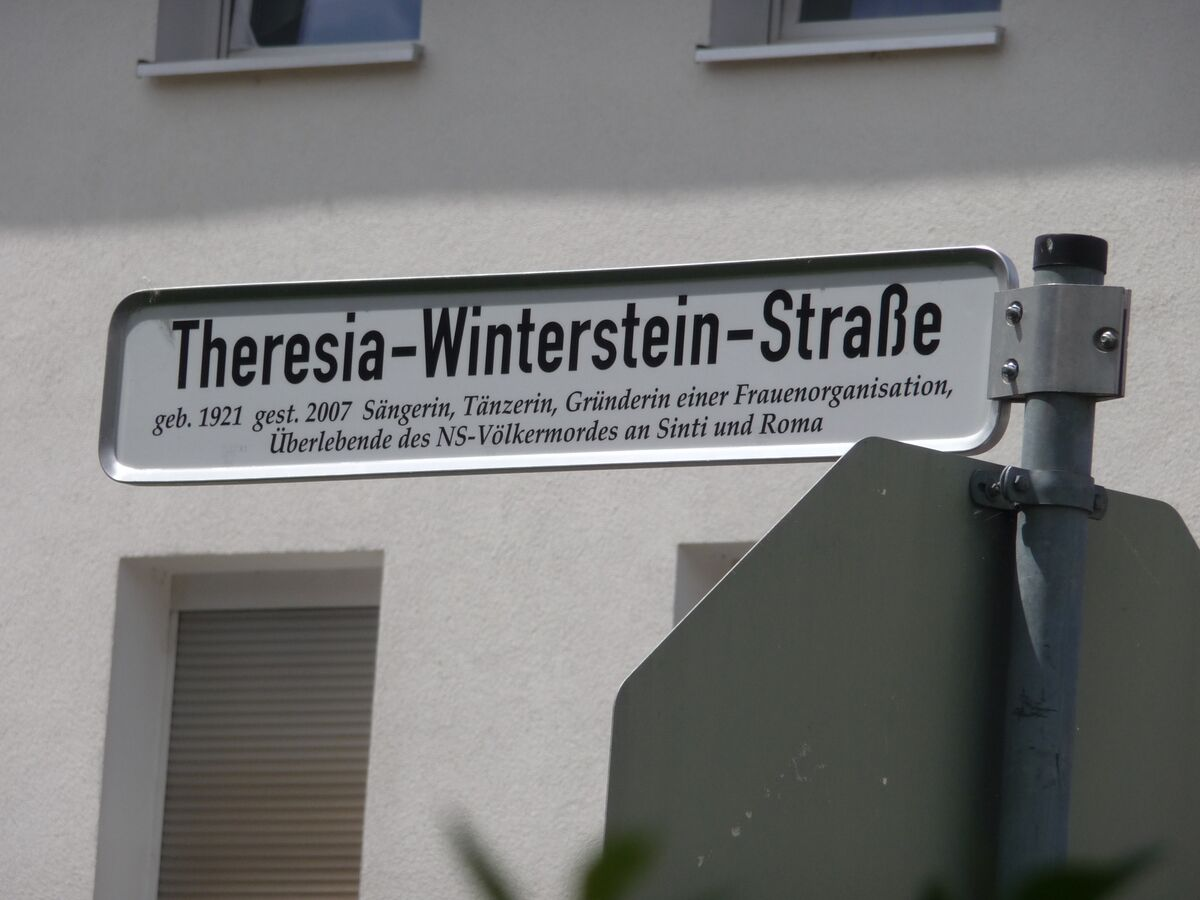
Straßenschild Theresia-Winterstein-Straße an der Ecke zur Zeppelinstraße in Würzburg

Theresia Winterstein-Seible (21. Dezember 1921 in Mannheim – 1. April 2007 in Frankfurt am Main) war eine deutsche Sängerin und Tänzerin. Die Sintiza wurde im Nationalsozialismus aus „rassischen Gründen“ verfolgt und zwangssterilisiert. Eines ihrer Kinder starb durch NS-Menschenversuche, das zweite erlitt schwere gesundheitliche Schäden. Mehrere ihrer Familienmitglieder wurden zwangssterilisiert oder kamen ins Konzentrationslager.

## Kindheit und Familie
Theresia Winterstein kam 1921 in Mannheim zur Welt. Ihre Eltern, Josefine und Johann Winterstein, stellten Korbwaren her, die sie auf Messen und Märkten verkauften. Theresia wurde römisch-katholisch getauft und wuchs mit zwei Brüdern auf, Otto und Kurt. Im Jahr 1939 verweigerten die NS-Behörden Theresias Vater den Gewerbeschein und entzogen ihm damit seine Lebensgrundlage. Auch Theresias Mutter wurde der Gewerbeschein entzogen, vermutlich weil sie sich gegen die Verschleppung ihres Bruders in ein Konzentrationslager (KZ) gewehrt und über die dortigen Zustände gesprochen hatte.
Nach Himmlers „Festsetzungserlass“ am 17. Oktober 1939 musste die Familie Winterstein zwangsweise nach Würzburg umziehen. Theresias Halbbruder Kurt, der aus einer früheren Ehe der Mutter stammte, wurde zum Frankreichfeldzug eingezogen, bevor ihn die Wehrmacht 1942 aus „rassischen Gründen“ hinauswarf.

## Berufstätigkeit und Berufsverbot
Theresia Winterstein trat ab 1937 als Sängerin und Tänzerin am Würzburger Stadttheater auf, zum Beispiel in Georges Bizets Oper „Carmen“ und Emmerich Kálmáns Operette „Gräfin Mariza“. Im April 1940 verlängerte das Stadttheater ihren Arbeitsvertrag aus „rassischen“ Gründen nicht mehr. Theresia musste sich jedoch für das NS-Freizeitprogramm „Kraft durch Freude“ zur Verfügung halten.
Eine Zeitlang konnte Theresia noch im CC-Varieté in der Würzburger Eichhornstraße auftreten, damals eine der führenden Kleinkunst- und Operettenbühnen. Sie sang Chansons und ergänzte das Tanzballett. Im CC lernte sie den bekannten Sinti-Geiger Gabriel Reinhard kennen, der später ihr Mann wurde.
Als Theresia nirgendwo mehr auftreten durfte, verdiente sie ihren Lebensunterhalt als Verkäuferin, Näherin, Bonbonarbeiterin, Packerin und als Platzanweiserin in einem Kino.

## Verfolgung, Zwangssterilisierung und Medizinversuche
Im Nationalsozialismus wurden Sinti und Roma systematisch verfolgt und diskriminiert. Der Porrajmos (deutsch: „das Verschlingen“) bezeichnet den Völkermord an den europäischen Sinti und Roma in NS-Zeit. Ab 1936 wurden die meisten von ihnen zwangsweise umgesiedelt, zur Sterilisation gezwungen und ins KZ deportiert. Sogenannte „Zigeunermischlinge“ waren direkt vom Genozid bedroht, während „rassereine Zigeuner“ zunächst verschont blieben, weil sie als „arischer Herkunft“ galten. Wer einer Sterilisation „freiwillig“ zustimmte, konnte die Deportation ins KZ zumindest zeitweise aufschieben.
Nach Kriterien der Rassenhygienischen Forschungsstelle hatten NS-Ärzte Theresia Winterstein als „Zigeunermischling“ klassifiziert und 1941 erzwang die Gestapo Theresias Zustimmung zur Sterilisation. In ihrer Verzweiflung wurde sie trotzdem schwanger und befand sich zum Zeitpunkt der geplanten Sterilisation im dritten Monat. Einer Zwangsabtreibung entging sie nur, weil sie Zwillinge erwartete, zudem von dem als „reinrassig“ eingestuften Sinto Gabriel Reinhard. Doch sie musste unterschreiben, ihre Kinder nach der Geburt der Universitätsklinik Würzburg für Forschungszwecke zur Verfügung zu stellen.

Am 3. März 1943 brachte Theresia Winterstein in der Würzburger Universitätsklinik zwei Mädchen zur Welt, Rita und Rolanda. Am folgenden Tag wurde sie zwangssterilisiert und im Operationssaal zur Augenzeugin brutaler Zwangsabtreibungen. Erst nach der Niederkunft durfte Theresia Winterstein ihren Partner Gabriel Reinhardt heiraten.

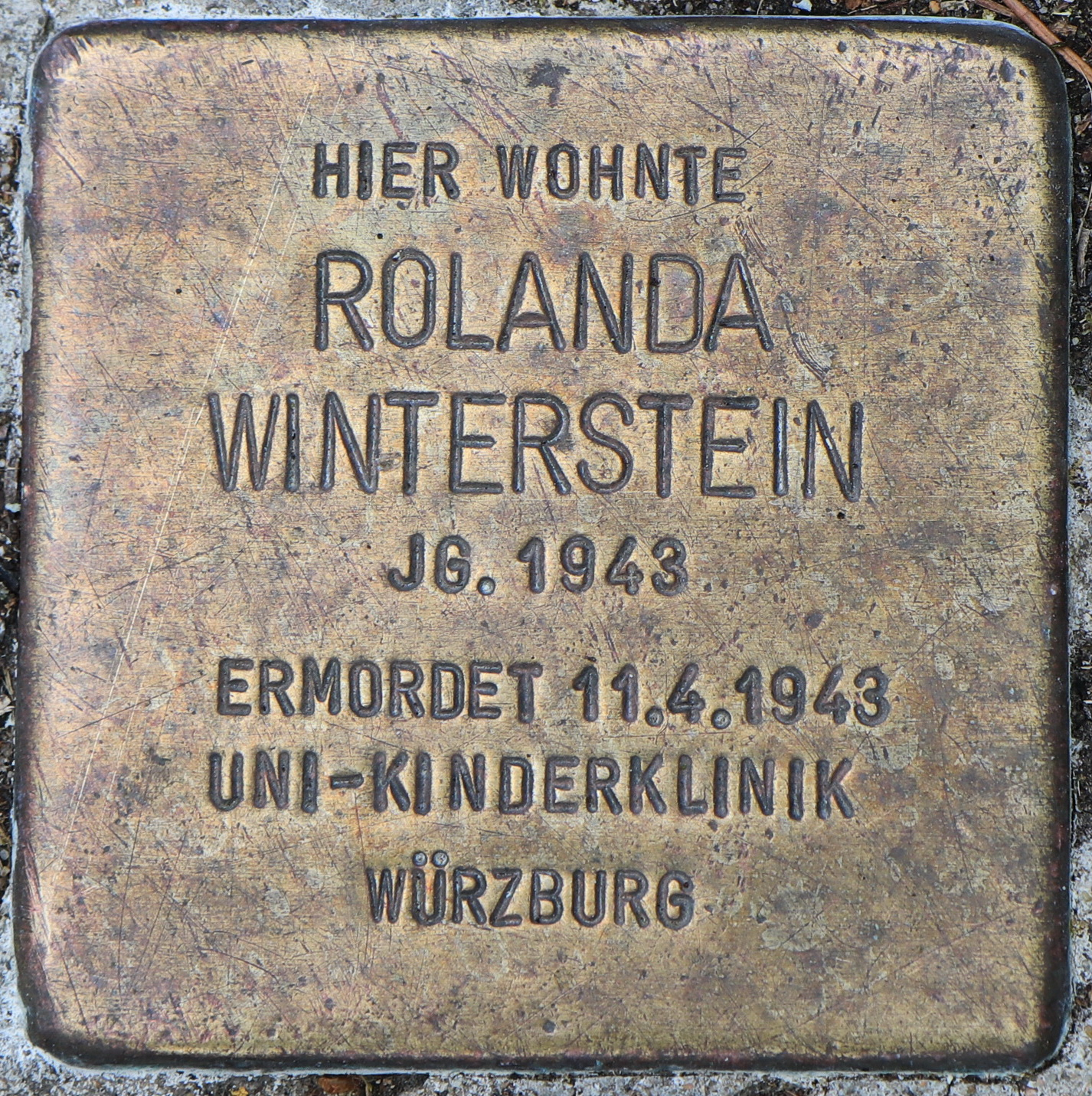
Stolperstein für Rolanda Winterstein in Würzburg, Nikolausstraße 5

Aus Angst um ihre Kinder verließ Theresia am 9. März 1943 mit den Säuglingen vorzeitig die Klinik. Doch am 6. April suchte die Gestapo sie zuhause auf, entriss ihr die Babys und lieferte sie in der Universitätsklinik Würzburg ab. Als Theresia sich zwei Tage später in der Klinik erschien und, weil man ihr den Besuch verwehrte, sich gewaltsam Zutritt zu ihren Kindern verschaffte, fand sie ihre Tochter Rolanda tot im Bettchen vor, beide Säuglinge trugen Kopfverbände. Erst viel später erfuhr sie, dass der Direktor des Würzburger Universitätsnervenklinikums, Werner Heyde, „Zwillingsexperimente“ an ihnen vorgenommen hatte, vergleichbar denen des KZ-Arztes Josef Mengele in Auschwitz. So hatte Heyde unter anderem versucht, durch chemische Experimente die Augenfarbe der Kinder mit Tinte zu verändern. Ihre überlebende Tochter Rita konnte Theresia erst ein Jahr später, im April 1944, aus der Klinik holen. Infolge der Experimente hatte Rita lebenslang an den gesundheitlichen Folgen zu leiden.
Im folgenden Jahr wurden auch Theresias Vater sowie ihr Bruder Kurt zwangssterilisiert. Ihr Bruder Otto wurde im Januar 1944 ins KZ Auschwitz deportiert. Weitere Verwandte der Familie Winterstein wurden deportiert, zwangssterilisiert oder ins KZ verschleppt.

## Kampf um Wiedergutmachung

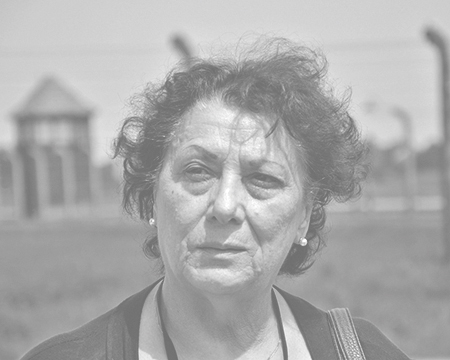
Rita Prigmore, geb. Winterstein

Nach 1945 lebte Theresia Winterstein mit ihrer überlebenden Tochter Rita und ihren Eltern zunächst in Würzburg. Ihr Bruder Otto, der das KZ Auschwitz überlebt hatte, kehrte ebenfalls zur Familie zurück.
Gabriel Reinhard und Theresia trennten sich, als sie erfuhren, dass Gabriels erste Frau das KZ Auschwitz überlebt hatte. 1956 heiratete Theresia den amerikanischen Soldaten Emanuel Seible, der ihre Tochter Rita adoptierte. Zeitweilig lebte Theresia mit ihm und Rita in den Vereinigten Staaten, kehrte aber immer wieder nach Deutschland zurück.
Die Gesundheit ihrer Tochter Rita war durch die erlittenen medizinischen Experimente schwer geschädigt. Das Kind entwickelte sich verzögert, litt unter Krampfanfällen und musste daher mit 14 Jahren die Schule verlassen. Theresia beantragte eine Entschädigung für sie, die Ende der 1950er Jahre jedoch abgelehnt wurde. Theresia litt ebenfalls unter schweren gesundheitlichen Problemen, weil es bei der Zwangssterilisation Komplikationen gegeben hatte. Sie beantragte eine Wiedergutmachung, die ihr bewilligt wurde.
Rita heiratete 1964 den US-Amerikaner George Prigmore und lebte wie ihre Mutter eine Weile in den USA. Doch die Ehe der Mutter wie auch die der Tochter hielten den Belastungen ihrer traumatischen Vergangenheit nicht stand und zerbrachen. Theresia und ihre Tochter kehrten endgültig nach Würzburg zurück. Rita Prigmore kämpfte in Deutschland nun selbst um eine Entschädigung, die ihr Ende der 1980er Jahre, Jahrzehnte nach dem Erstantrag, zugesprochen wurde.
Dank Theresias zähem öffentlichen Kampf erhielten auch ihr Vater und ihr Bruder Entschädigungen für das erlittene Unrecht. Theresia setzte sich zudem für andere betroffene Sinti und Roma ein, unter anderem als Sachverständige bei NS-Gerichtsprozessen. In späteren Jahren gründete sie einen Verein, der sich für die Anerkennung der Sinti und Roma als Opfer des Nationalsozialismus und für eine Wiedergutmachung einsetzte.
Auch Theresias Tochter Rita Prigmore wurde zu einer international bekannten Aktivistin und trat in vielen Ländern als Zeitzeugin auf. 2013 erhielt Rita den Würzburger Friedenspreis für ihr Engagement gegen Rassismus, Antiziganismus und ihr Werben für Versöhnung.
Theresia Winterstein-Seible starb am 1. April 2007 im Alter von 85 Jahren in Frankfurt am Main.

## Gedenken

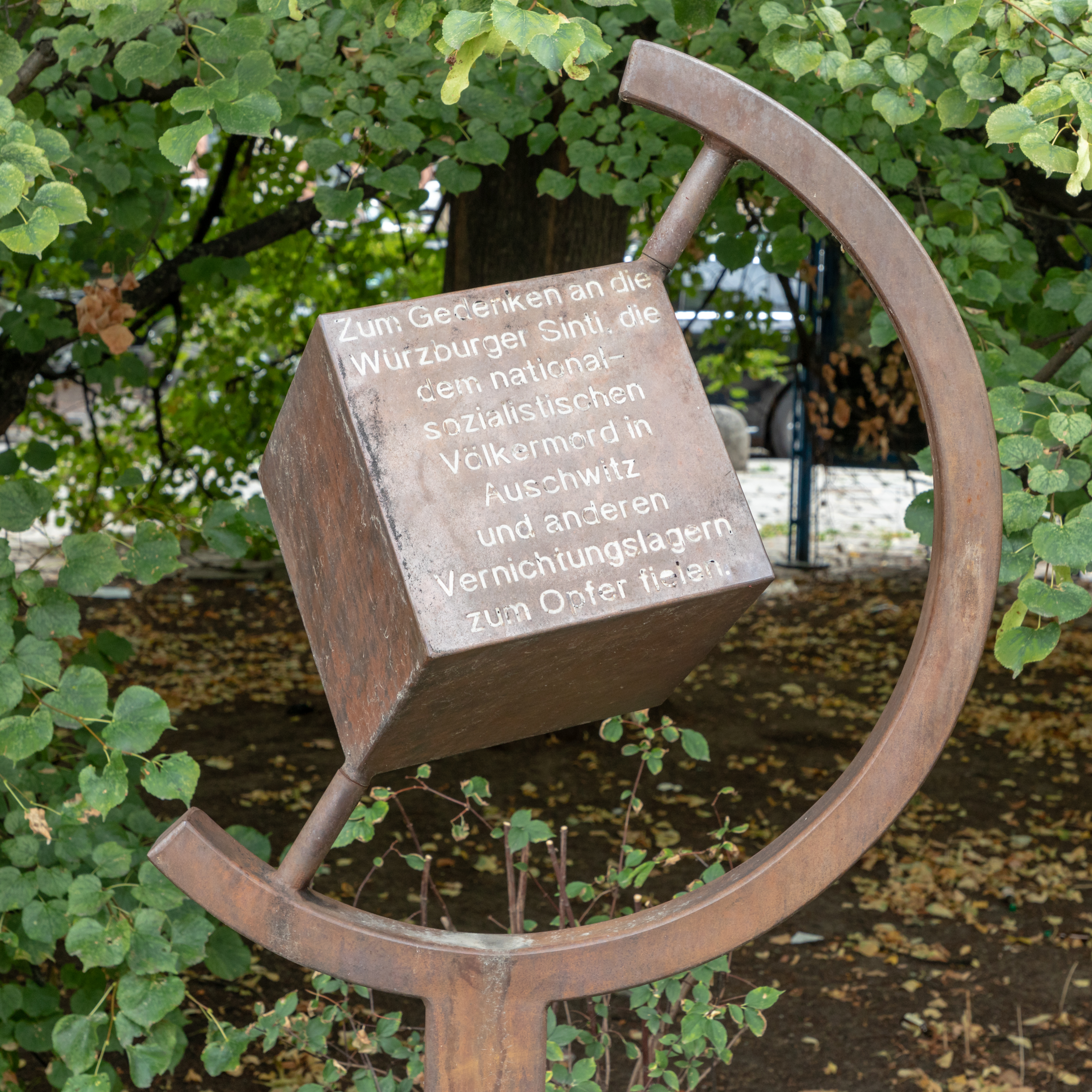
Gedenkstätte für Sinti und Roma in Würzburg

Für die von den Nazis ermordeten Mitglieder der Familie Winterstein verlegte die Stadt Würzburg mehrere Stolpersteine: für Theresias Onkel Franz Winterstein (1909–1942), für ihre Cousine Anneliese Winterstein (1924–1944) und für deren kleine Söhne Karl-Heinz (1940–1944) und Waldemar (1943–1944), die im KZ Auschwitz umgebracht worden waren. Auf dem Gedenkstein für Theresias kleine Tochter Rolanda steht: „Geboren am 03.03.1943 in Würzburg — ermordet am 11.4.1943 in der Universitäts-Klinik Würzburg“.
Die Würzburger Universitätskliniken errichteten 2014 auf ihrem Gelände eine Steinstele für die Menschen, die während der NS-Zeit zum Opfer medizinischer Verbrechen an der Klinik wurden. Etwa 1000 Frauen waren allein von den Zwangssterilisationen betroffen, daher erinnert die Inschrift auch an „Zwangssterilisation 1934-1945“.
Der Würzburger Stadtrat ehrte Theresia Winterstein im Jahr 2022, indem er die Hermann Karl Josef Zilcher-Straße, deren Namensgeber wegen seiner NS-Vergangenheit kritisiert wurde, in Theresia-Winterstein-Straße umbenannte.